# Inti (drag queen)
Inti (La Paz, 20 de noviembre de 2000) es una drag queen, activista y artista multidisciplinar de Bolivia.

## Biografía
Nació en La Paz, capital de Bolivia. Con una familia con raíces en el mundo artístico, migró a España junto a su madre cuando tenía tres años. Con catorce años inició su carrera en el mundo del modelaje y de la escena ballroom española.
Su personaje drag nace en 2018 cuando participó en un espectáculo de Putochinomaricón. Eligió Inti, del quechua «sol», como nombre drag por conexión a sus raíces andinas.
En 2021 participó en la primera temporada de Drag Race España, la versión española del concurso estadounidense RuPaul's Drag Race. Al nacer en el año 2000, se convirtió en la primera persona nacida en el siglo XXI en participar en la franquicia. En el tercer capítulo del programa, en el reto de pasarela presentó un look inspirado en la diablada boliviana, pero tras recibir críticas negativas por parte del jurado, y estar entre las posibles eliminadas, abandonó la competición.
En 2022 tuvo una aparición en el programa de TVE Maestros de la costura, junto a Daniela Santiago y otras participantes de Drag Race España como Carmen Farala, Hugáceo Crujiente, Pupi Poisson y Killer Queen.

## Filmografía

### Televisión
- Drag Race España (2021)
- Maestros de la costura (2022)

## Discografía

### Sencillos
- «Q'iwa»[1]